# حرة (تمر)
الحُرَّة صنف من التمر يزرع في تونس، لونه يميل إلى الصُّفرة، غير أنها دون الدقلة والفطيمي جودةً. وتسوق قبلهما إذ تنضج في شهر سبتمبر من كل سنة، بينما تنضج الدقلة والفطيمي بعد ذلك.